# أرون لويس
أرون لويس (بالإنجليزية: Aaron Lewis) (و. 1972  م) هو عازف قيثارة، ومغني، ومغن مؤلف، وموسيقي أمريكي، ولد في روتلاند، هو عضوٌ في الحزب الجمهوري، يستخدم آلات قيثارة.

## وصلات خارجية
- أرون لويس على موقع IMDb (الإنجليزية)
- أرون لويس على موقع ميوزك برينز (الإنجليزية)
- أرون لويس على موقع إن إن دي بي (الإنجليزية)
- أرون لويس على موقع أول ميوزيك (الإنجليزية)
- أرون لويس على موقع ديسكوغز (الإنجليزية)
- أرون لويس على موقع قاعدة بيانات الفيلم (الإنجليزية)

- أرون لويس في قاعدة بيانات الأفلام على الإنترنت